# Moussy-le-Neuf
Moussy-le-Neuf és un municipi francès, situat al departament de Sena i Marne i a la regió d'Illa de França. L'any 1999 tenia 2.387 habitants.
Forma part del cantó de Mitry-Mory, del districte de Meaux i de la Comunitat d'aglomeració Roissy Pays de France.

## Situació
Moussy-le-Neuf es troba a l'extrem nord-occidental del departament, molt a prop de la Val d'Oise i l'Oise. Limita amb Othis, Moussy-le-Vieux i Vémars.

## Administració
Moussy-le-Neuf forma part del cantó de Dammartin-en-Goële, que al seu torn forma part de l'arrondissement de Meaux. L'alcalde de la ciutat és Bernard Rigault (2001-2008).

## Història
La primera menció de Moussy-le-Neuf és del segle ix, amb el nom de Munciacum.

## Llocs d'interès
- L'església de Saint-Vincent.